# Aulacodes nigriplagialis
Aulacodes nigriplagialis là một loài bướm đêm trong họ Crambidae.